# Antônio Lino da Silva Dinis
Antônio Lino da Silva Dinis, auch Dom Antônio Lino, (* 22. Februar 1943 in Vila Nova de Famalicão, Distrikt Braga, Portugal; † 1. Dezember 2013 in Goiânia, Goiás, Brasilien) war in portugiesischer Geistlicher und römisch-katholischer Bischof von Itumbiara.

## Leben
Antônio Lino da Silva Dinis empfing am 15. August 1966 in Braga das Sakrament der Priesterweihe. Er kam 1967 nach Brasilien und war Pfarrer der Kathedrale Santo Antônio von Sete Lagoas. Nach einem Aufbaustudium für priesterliche Spiritualität in Rom war er Spiritual des Priesterseminars St. Pius X. in Sete Lagoas. Von 1988 bis 1991 war er Pfarrer in seinem Heimatbistum Braga in Portugal. 1991 kehrte er zurück nach Sete Lagoas und baute die Pfarre St. Peter auf und gründete das Bildungshaus Santa Casa de Nossa Senhora das Graças. 1994 wurde er Rektor des Priesterseminars St. Pius X.
Am 24. Februar 1999 ernannte ihn Papst Johannes Paul II. zum Bischof von Itumbiara. Der Apostolische Nuntius in Brasilien, Erzbischof Alfio Rapisarda, spendete ihm am 1. Mai desselben Jahres die Bischofsweihe; Mitkonsekratoren waren der Bischof von Sete Lagoas, José de Lima, und der Erzbischof von Braga, Jorge Ferreira da Costa Ortiga. Sein Wahlspruch war In Christus Omnibus (Kol. 3,11).
Er starb an den Folgen eines Herzinfarktes.